# 骨格標本

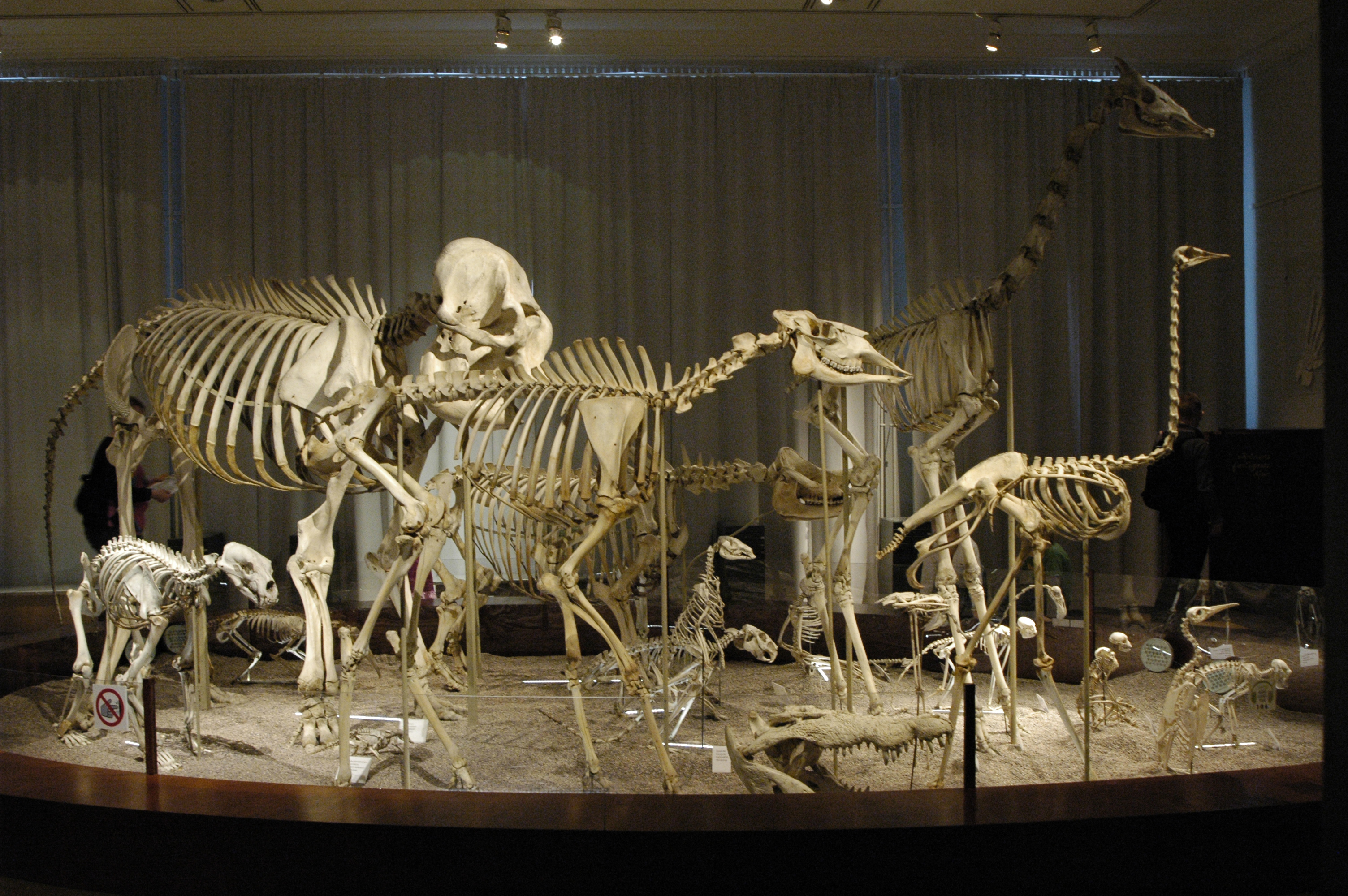
Finnish国立自然史博物館（フィンランド）にある骨格標本。
ゾウ、キリン、ワニなどが展示されている。

骨格標本（こっかくひょうほん）とは、動物の骨格のみを取り出した標本。主にしっかりした骨格を持つ動物で使われ、作製の過程では解剖・解体や化学・生物的処理などにより、皮膚や筋肉、脂肪といった軟組織を除去する必要がある。

## 概説
骨格標本は、石灰質などの硬い骨格が発達する動物において、それ以外の部分を除去することで標本とする。脊椎動物のそれが代表的であるが、石サンゴの標本などもこの名称が使われる。外骨格や体表の骨片が発達した動物においては、特に軟組織を除去することなくそのまま乾燥させて標本とすることも可能であり、これも広い意味では骨格標本的ではあるが、これらは普通は「乾燥標本」と呼び、通常は骨格標本と呼ばない。
骨格標本を作製する場合、骨格だけを残すために軟らかい肉や結合組織を完全に除去する処理を行う。それらは解剖など手作業で行う過程に加え、生物的に分解させて処理する方法や、化学的に分解する方法などがあり、時には様々な手法が併用される。完成した骨格標本は臭いも少なく、液浸標本などに比べて安全でかつ保存性がよい点で優れる。しかし骨格以外の組織は完全に失われているため、同時に標本の持つ情報は限定的でもある。
脊椎動物のように頻繁に骨格標本が作製される動物では、骨格そのものの構造に重要な分類形質が含まれるため、それに基づいて分類が行われてきた経過もあるが、見方を変えれば保存のよい部分に頼った分類が行われてきたとも言える。これを避けるためには液浸標本など、組織部分も保存するような標本との併用が望ましい。
小さく、骨格の貧弱な胚や小型魚類に関してはこうした乾燥状態での骨格標本作成は難しく、透明骨格標本が作成される。

## 標本としての価値
骨格は保存性がよいだけでなく、分類学的にも重要な特徴とされる。例えば哺乳類では頭蓋骨の構造や歯の形や配置などが種に関しても、目などのより高次な分類段階においても重視される。また、生態学からは骨格の発達や歯のすり減り等から年齢など様々な情報を得ることが出来る。無脊椎動物でも、例えば石サンゴの骨格からは個虫ごとの隔壁の構造や個虫間のしきりのあり方、個虫が増殖する際に分裂であるか出芽であるかなどの様々な情報が得られ、それらは分類上重視されている。
また、骨格の特に硬い部分は、動物が死後、腐敗したり捕食されたりした後にも断片的に残存することがあるため、野外でそれを拾うこともあれば、糞中から骨片が見つかることもある。
さらに、化石としても古生物の骨格が得られることがままある。そのような場合、現生の動物骨格との比較が重要となる。

### 骨格標本が使われる主な場合
以下のような動物群で骨格標本が使われる。
- 脊椎動物：特に哺乳類では骨格と毛皮をもって標本とするのが慣例である。それ以外の脊椎動物においても骨格標本が作られることは多いが、特に分類用の標本として積極的に使われるものではない。鳥類では剥製が、それ以外のものでは液浸標本が標準的であるが、骨格標本が作られることもある。
- 刺胞動物：特に石サンゴ類などの造礁サンゴではよく利用される。
- 海綿動物：組織がヤワなので、乾燥標本はほぼ骨格標本になる。
- 節足動物：普通は乾燥標本か液浸標本であるが、大型のカニ等では内臓を抜き取って乾燥させ、骨格標本とする例がある。これは、むしろ剥製に近く、体色が残る例もある。

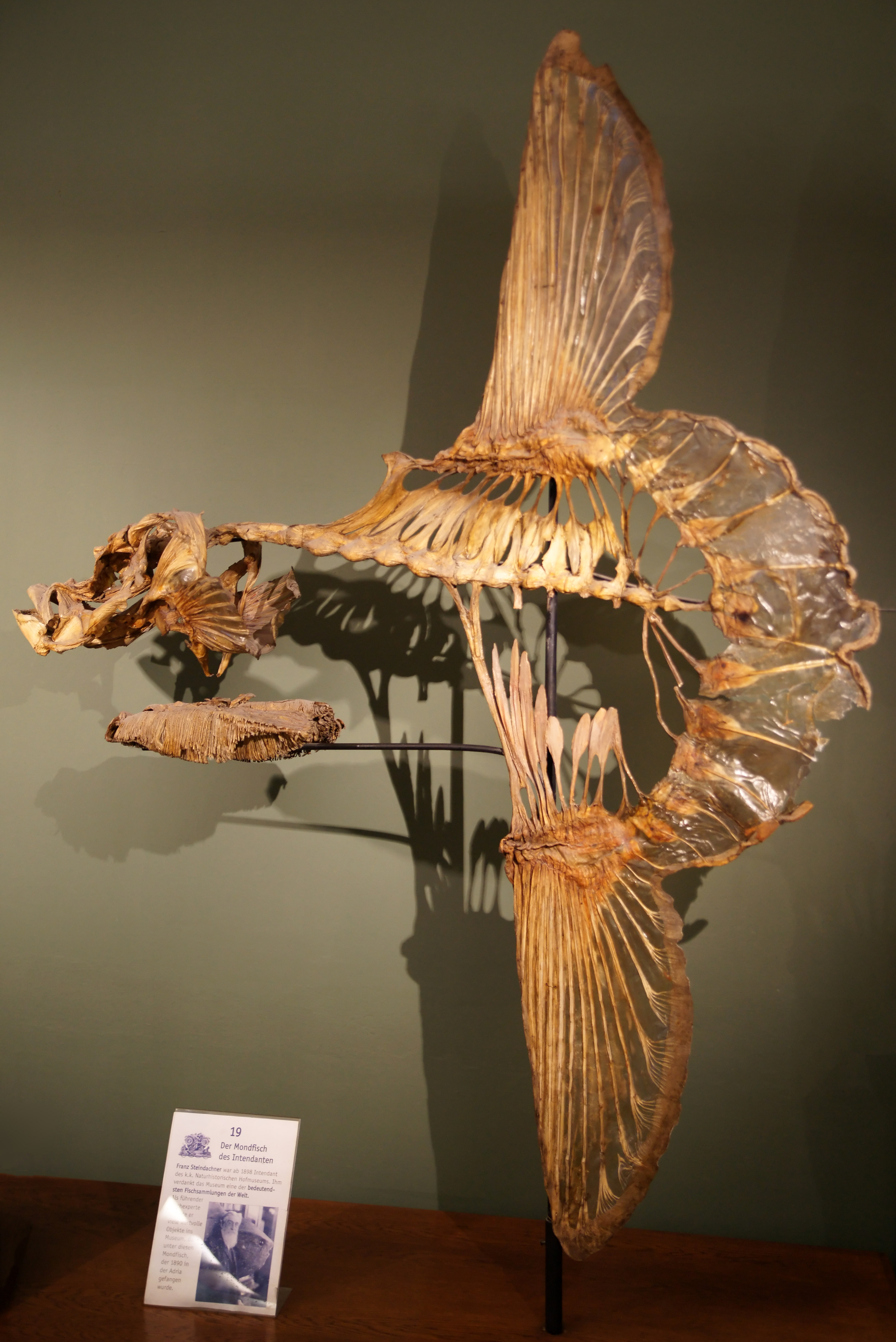
マンボウの全身骨格標本（ウィーン自然史博物館）
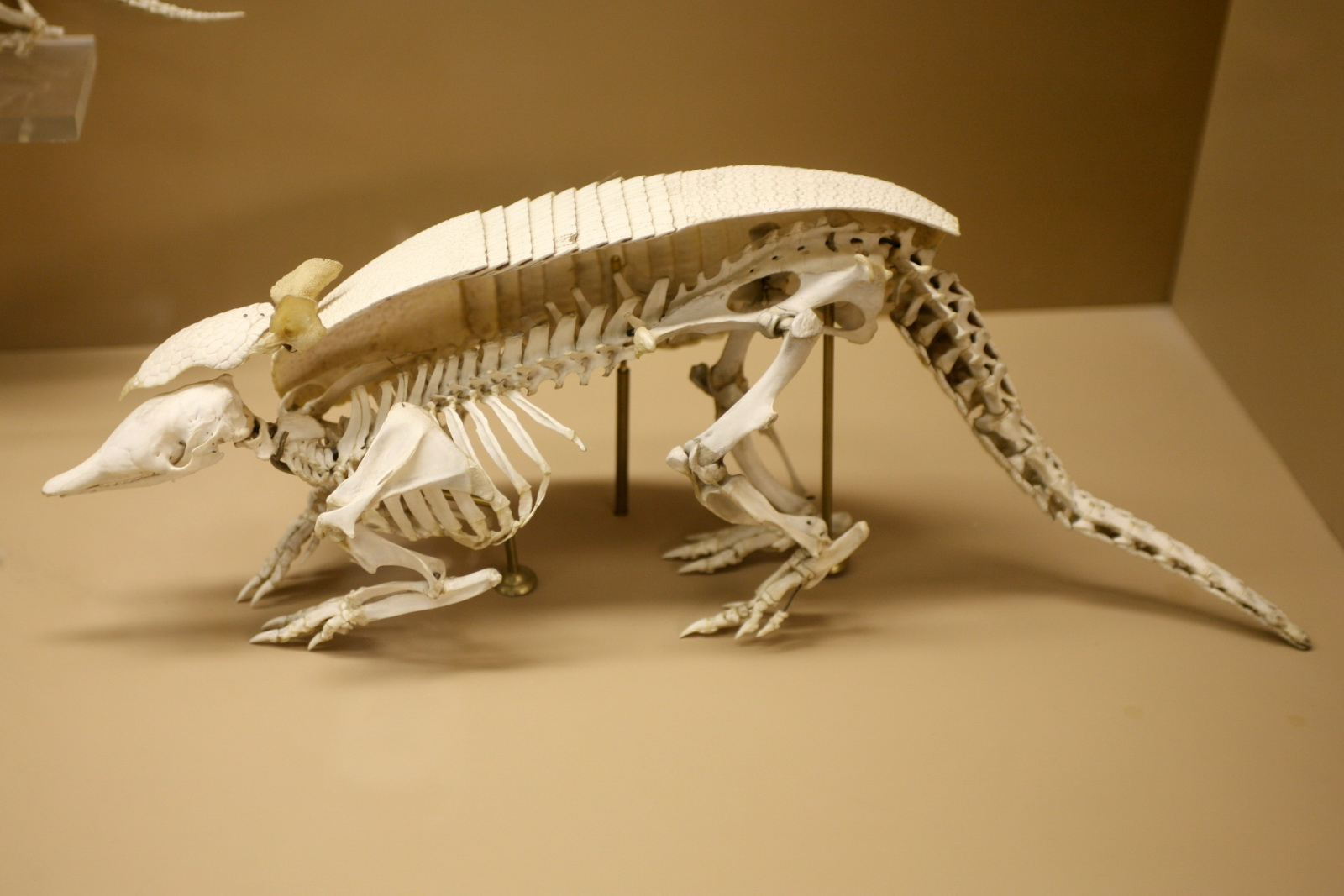
アルマジロの骨格標本（アメリカ自然史博物館）
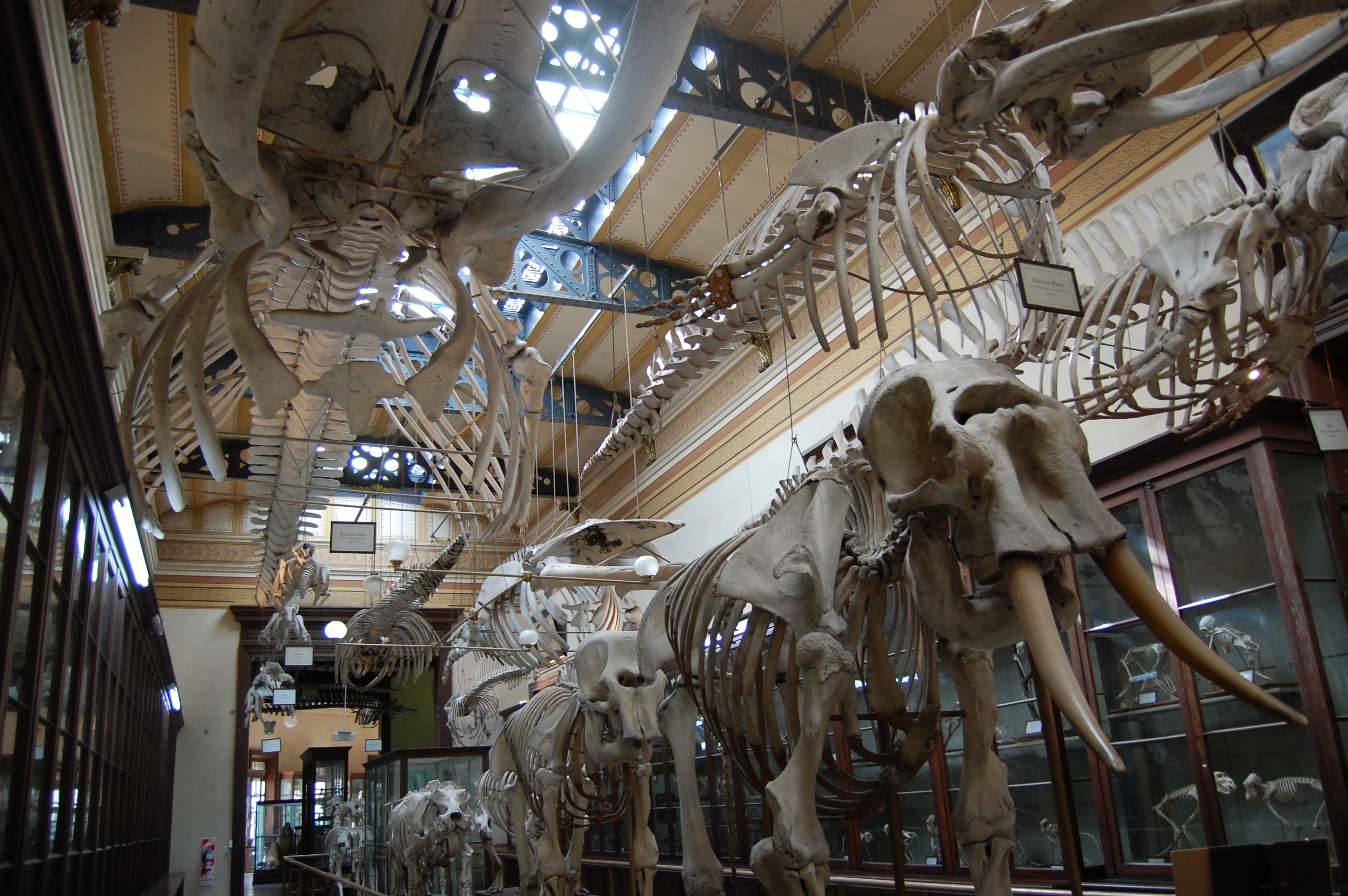
比較骨学展示室（アルゼンチンのラプラタ博物館）
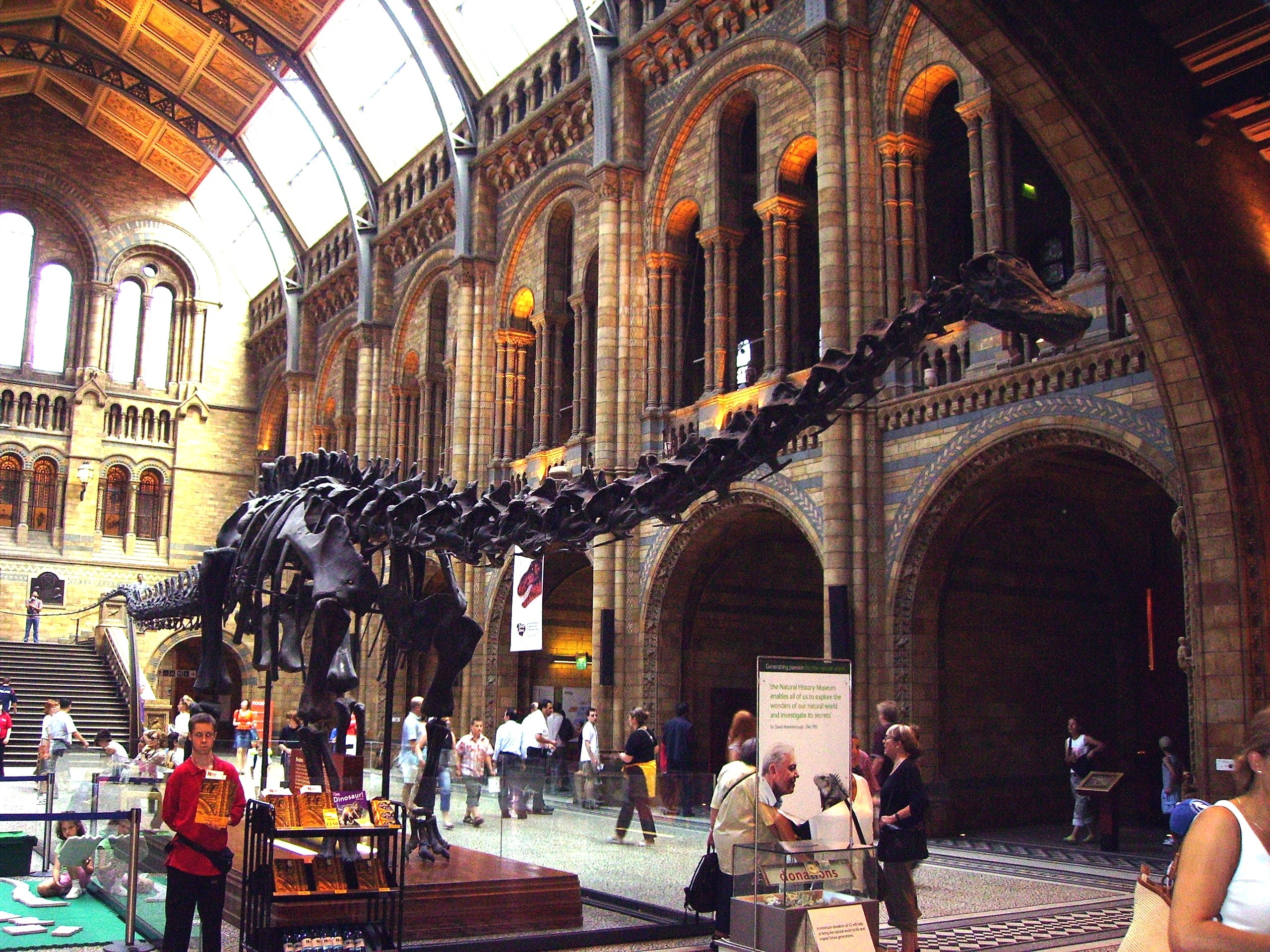
恐竜ディプロドクスの復元骨格標本（ロンドン自然史博物館）

## 作り方
骨格標本の作り方は様々な手法が存在する。以下にそのいくつかを簡単に示す。
- 物理的方法
解剖・解体
以下のような方法を用いる場合でも、手作業による除肉や解体は大きな比重を占める。特に厳密に解剖学的記録を残す場合は解剖は欠かせない。
- 化学的方法
煮沸
動物の死体を1%炭酸ナトリウム水溶液などで沸騰させないようにして煮込む。
比較的短時間で白骨化させることが出来る上に、骨の内部の油や雑菌などを取り除くことが出来るので保存性が良くなる。
中世時代から人体の白骨標本を造るために用いられてきた歴史がある。ジョン・ハンターなどは人間を煮込むための特注の鍋をいくつも持っており、助手や学生達に人間や動物を煮込ませていたという。助手たちは火加減を見ながら煮込みを続け、途中で死体が浮かび上がってくるとこれを棒で押して沈めていた。この話が後に「ホルマリンプールで浮いてくる死体を棒でつっついて沈めるバイト」という都市伝説になったとする説がある。
- 生物学的方法
水中埋没
動物の死体を水中に沈めておくことで腐敗と魚介類、水生昆虫による食餌によって白骨化させる。
土中埋没
動物の死体を地面に埋めることで自然分解によって肉を取り除く方法である。最も簡単な方法であるが時間がかかる上に骨を傷めやすい。美術などで使用されている標本にはこの方法が多く用いられている。日本では、2016年に千葉県に漂着したコククジラを砂浜に埋め、2023年に掘り出した例がある[1]。
昆虫に食べさせる
ある程度肉を剥がしたものを昆虫に食べさせる。カツオブシムシなどが使用され、ミールワームがこれに使われたこともある。

いずれにせよ、このような処理では肉が完全になくなるとは限らず、最終的には手洗いとブラシ、ピンセットなどによって細かいところの肉を掃除して、その後に乾燥させて仕上げる。

### 組み立て
分類学的な標本としてはこれで十分であるが、展示用などの場合、これらを生きていたときの状態につないで組み立てる。なお、現生の動物であれば生きている状態がわかっているので、それに合わせて組み立てればよいが、化石動物の骨がそろった場合、これをどのように組み立てるが正しいかは簡単には判断できない。これを生きていた状態を想定して組み上げられるようにするのを復元といい、古生物学においてはそれ自体が大きな課題である。

## 人体標本
21世紀において販売されている人体の骨格標本は、倫理上や衛生上の問題から人体模型であることがほとんどであるが、過去に模型の造形が困難だった時代にはインドや中国から骨が移出されたり、献体を使った標本が製作されている。
1973年の時点では、インドは年間約1000万ルピー分の骸骨を輸出していた。 
しかし、これら本物の骨格標本が一般に展示されているケースは稀である。自らの意志により献体した例として、杉山茂丸やルーマニアの教師の例などが伝わる。
骨格は死体において最後に残るものであり、ある意味では死体そのものより強く死の象徴となり得る。そのため、人体の骨格標本は模型であるが、学校の理科室などで怪談のネタにされやすいことで有名である。

### アイヌの遺骨
2000年代に入ると日本各地の大学が、明治時代から1970年代にかけて研究目的としてアイヌの遺骨を収集、保管していたことが判明。2010年代には浦幌アイヌ協会（現:ラポロアイヌネイション）が大学に遺骨の返還を求める訴訟を起こす動きも見られた。収集先の不明の遺骨は、2020年に北海道白老町に建設されたウポポイの慰霊施設に収められた。